# Zuigfles

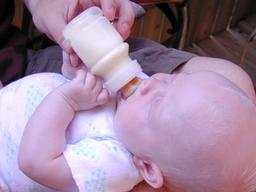
Een baby met een zuigfles

Een zuigfles of babyfles (in Vlaanderen ook wel aangeduid als papfles) is een fles uitgerust met een speen waaruit baby's flesvoeding kunnen drinken.
Het wordt typisch gebruikt bij baby's en jonge kinderen wanneer een moeder geen borstvoeding geeft, en er dus geen moedermelk is, of als een baby niet gunstig uit een glas of beker kan drinken. Er zijn speciale zuigflessen voor het geven van borstvoeding. In de zuigfles wordt veelal kunstmatige flesvoeding aangeboden. Deze kunstmatige voeding, op basis van koemelk, zou volgens de samenstellers de eigenschappen van moedermelk zo veel mogelijk benaderen. Maar sinds moeders ook borstvoeding kunnen afkolven, kan ook borstvoeding met de zuigfles gegeven worden. De zuigfles werd oorspronkelijk gebruikt voor het aanbieden van koemelk.
De zuigfles wordt van glas of van kunststof gemaakt (tegenwoordig BPA-vrij) en is uitgerust met een speen, een van siliconenrubber of latex vervaardigde nabootsing van de tepel. De speen zal zelfs de borst en tepel zo nabootsen dat baby's gemakkelijker uit een fles kunnen drinken. Wanneer moeders weer gaan werken is de overgang van borstvoeding naar borstvoeding met de fles makkelijker. De zuigflessen hebben dan een bredere hals en de speen is ook breder en boller. Er zijn nu zelfs zuigflessen die je aan het kolfapparaat kunt bevestigen zodat men hygiënischer met de afgekolfde melk kunt omgaan.
Hoewel de zuigfles oorspronkelijk voor zuigelingen bedoeld was, ziet men ook wel peuters met een zuigfles. Meestal bevat de fles dan limonade of iets anders zoets als drinkyoghurt. 